# Chrysomesia barbicostata
Chrysomesia barbicostata là một loài bướm đêm thuộc phân họ Arctiinae, họ Erebidae.